# Comuna de Piekoszów
Piekoszów (em polonês/polaco: Gmina Piekoszów) é uma comuna urbano-rural na Polônia, na voivodia de Santa Cruz e no condado de Kielce. A sede do condado é a cidade de Piekoszów.
De acordo com o censo de 2020, a comuna tem 16 289 habitantes, com uma densidade 158,9 hab./km².

## Área
Estende-se por uma área de 102,97 km², incluindo:
- área agrícola: 73%
- área florestal: 17%

## Demografia
Dados de 30 de Junho 2004:
|                      | Total   | Total | Mulheres | Mulheres | Homens  | Homens |
| -------------------- | ------- | ----- | -------- | -------- | ------- | ------ |
|                      | pessoas | %     | pessoas  | %        | pessoas | %      |
| População            | 15 061  | 100   | 7619     | 50,6     | 7442    | 49,4   |
| Densidade (pop./km²) | 147     | 100   | 74,3     | 74,3     | 72,6    | 72,6   |

De acordo com dados de 2005, o rendimento médio per capita ascendia a 1838,78 zł.

## Comunas vizinhas
- Chęciny, Kielce, Łopuszno, Małogoszcz, Miedziana Góra, Sitkówka-Nowiny, Strawczyn